# Heinrich Schepers

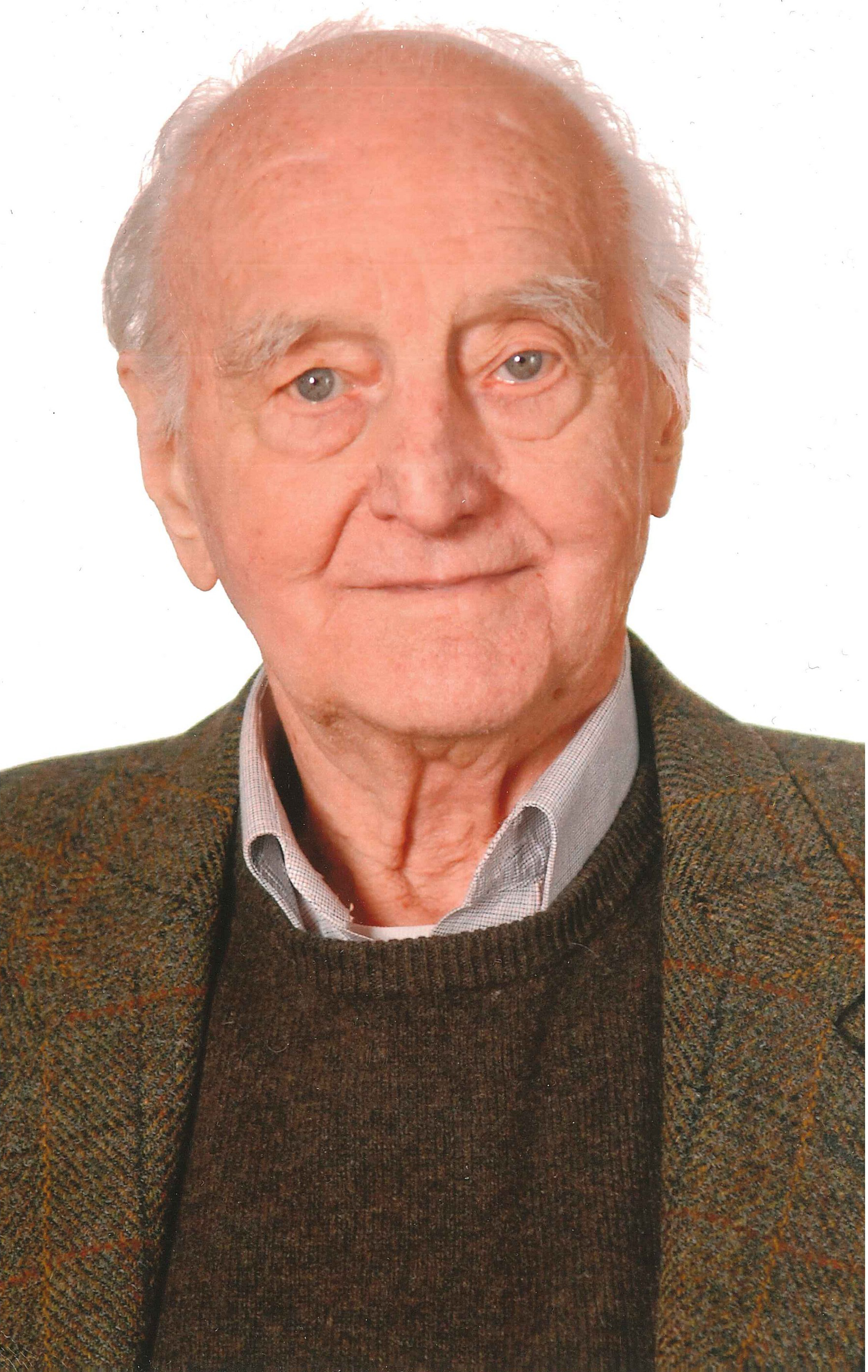
Heinrich Schepers (2015)

Heinrich Schepers (* 24. Dezember 1925 in Hamborn; † 1. Januar 2020) war ein deutscher Philosoph und Leibniz-Spezialist.

## Werdegang
Ab 1946 studierte er unter anderem bei Heinrich Scholz (1884–1956) Mathematik und Philosophie in Münster. 1957 erfolgte die Promotion bei Erich Hochstetter (1888–1968). Schepers gehörte auch zum Kreis um Joachim Ritter (1903–1974). Von 1968 bis 1997 leitete er die Leibniz-Forschungsstelle der Universität Münster. 1971 folgte die Habilitation über ein mittelalterliches Thema. 1977 wurde er Wissenschaftlicher Rat und Professor, 1980 ordentlicher Professor. Schepers gehörte zu den herausragenden Leibniz-Spezialisten und trug die Edition seiner Werke in Zusammenarbeit mit den aktuellen Leibniz-Forschungs- und Editionsstellen in Hannover, Berlin und Potsdam wesentlich mit. Als Pionier auf dem Gebiet der Digital Humanities wagte er bereits im Jahre 1975
den zu dieser Zeit revolutionären Schritt, die Leibniz-Ausgabe computergestützt herauszugeben und mit Hilfe eines Software-Pakets, das 1978 den Namen TUSTEP erhielt, zu bearbeiten und zu optimieren. Er war Mitherausgeber der Studia Leibnitiana, deren Sonderhefte und Supplementa und des Historischen Wörterbuches der Philosophie.

## Schriften
- Andreas Rüdigers Methodologie und ihre Voraussetzungen. Ein Beitrag zur Geschichte der deutschen Schulphilosophie im 18. Jahrhundert, Köln 1959 (Kantstudien Ergänzungshefte, Bd. 78).
- Leibniz: Wege zu seiner reifen Metaphysik, Akademie, Berlin 2014 ISBN 978-3-05-005900-6